# Renáta Tomanová
Pour les articles homonymes, voir Tomanová.
Renáta Tomanová (née le 9 décembre 1954 à Jindřichův Hradec) est une joueuse de tennis tchécoslovaque, professionnelle de 1973 à 1987.
Elle a remporté quatre titres WTA en simple, atteignant en outre deux finales en Grand Chelem en 1976, à Roland Garros et à l'Open d'Australie.
En double, elle compte quatre tournois à son palmarès, dont l'Open d'Australie en 1978 (associée à Betsy Nagelsen).